# 杜桐 (总兵)
杜桐，字来仪，原籍苏州府昆山县（今江苏省昆山市），迁居延安卫，明朝将领。
万历初年，由世荫担任清水营守备，升任延绥入卫游击将军，改为古北口参将。总督梁梦龙推荐，擢升为延绥副总兵。万历十四年（1586年），拜署都督佥事，充延绥总兵官。万历十九年（1591年）冬，出击威胁明朝岁赏的河套蒙古明安以及打儿汉之子土昧，斩首四百七十余级，授右都督，佥书后府。万历二十一年（1593年），以总兵官镇保定。万历二十四年（1596年），改延绥。次年，改镇宁夏。击败著力兔、宰僧入犯，俘斩一百二十。万历三十年（1602年），重新互市。后来在家中去世。自偏裨至大帅，斩首之功共一千八百人。其弟杜松，其子杜文焕、杜文焕子杜弘域。

## 延伸阅读
[在维基数据编辑]
 《明史卷二百三十九》，出自《明史》